# Antonio Pomarancio

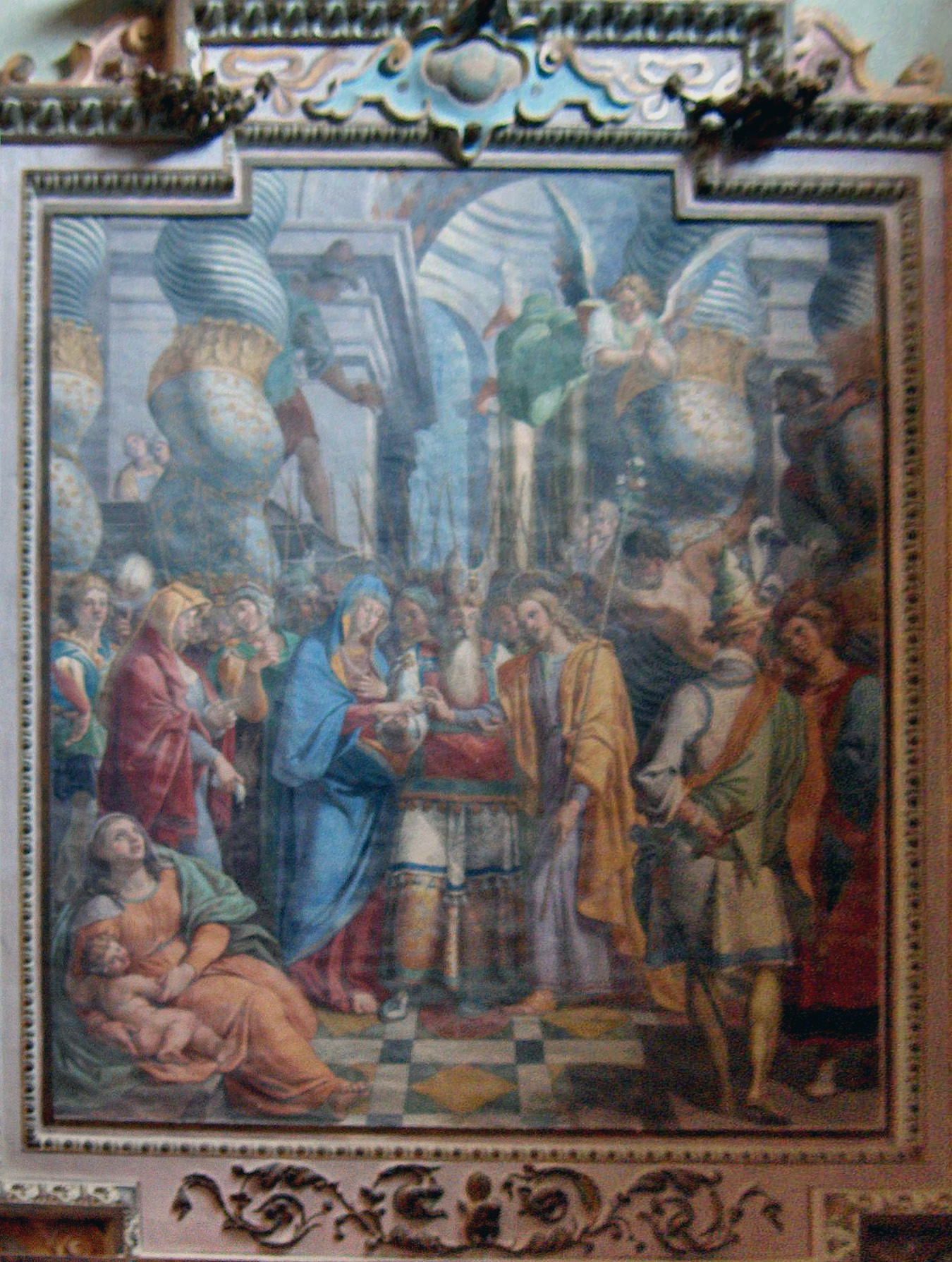
Jezus in de Tempel (1602-1603)

Antonio Pomarancio, geboren als Antonio Circignani en soms ook Il Pomarancio genoemd (Città della Pieve, ca. 1570 - Rome, 9 juli 1629 (datum begrafenis)), was een Italiaans kunstschilder van de late renaissance (maniërisme) en de vroege barok. Hij was de leerling en de zoon van Niccolò Circignani. Zijn vader stierf in 1588. Antonio Pomarancio werkte, net als zijn vader, in Rome. Hij was de leraar van Bartolommeo Barbiani. Antonio Pomarancio wordt beschreven in de Vite van Giovanni Baglione.

## Werken
- Bruiloft van de Heilige Maagd, Basilica di Santa Maria degli Angeli, Assisi
- Jezus in de Tempel, Kapel Sint Anne, Basilica di Santa Maria degli Angeli, Assisi
- Sposalizio della Vergine (retabel) en Gloria Angelica, Dom van Città della Pieve
- Crocifissione, Montepulciano Stazione, frazione van Montepulciano
- Quattro Evangelisti, Museo di San Francesco, San Marino
- Trinità, Chiesa della Santissima Trinità, Foiano della Chiana
- Natività, retabel, chiesa di Santa Cecilia alla Pace, La Pace, Foiano della Chiana

- Bibliothèque nationale de France: cb14882479m (data)
- Gemeinsame Normdatei: 129923109
- International Standard Name Identifier: 0000 0001 1676 7802
- Library of Congress Control Number: no2025031512
- RKD-Nederlands Instituut voor Kunstgeschiedenis: 64154
- Istituto Centrale per il Catalogo Unico: BVEV067986
- Union List of Artist Names: 500012329
- Virtual International Authority File: 95756290